# Grimaldiite
La grimaldiite è un minerale.